# Nemestrinus perezii
Nemestrinus perezii is een vliegensoort uit de familie van de Nemestrinidae. De wetenschappelijke naam van de soort is voor het eerst geldig gepubliceerd in 1850 door Jean-Marie Léon Dufour.